# Rugby 7 en los Juegos de la Mancomunidad de 2018
El torneo de rugby 7 en los Juegos de la Mancomunidad de 2018 se disputó del 13 al 15 de abril de 2018 en el Robina Stadium de Gold Coast, Queensland, Australia. El torneo masculino tuvo 16 equipos, mientras que el torneo femenino contó con 8 equipos.

## Equipos

### Masculino
| Grupo A - Sudáfrica - Escocia - Papúa Nueva Guinea - Malasia Grupo B - Australia - Inglaterra - Samoa - Jamaica | Grupo C - Nueva Zelanda - Canadá - Kenia - Zambia Grupo D - Fiyi - Gales - Sri Lanka - Uganda |

### Medallero
| Evento | Oro           | Plata | Bronce     |
| ------ | ------------- | ----- | ---------- |
|        | Nueva Zelanda | Fiyi  | Inglaterra |

## Torneo femenino
| Grupo A - Nueva Zelanda - Canadá - Sudáfrica - Kenia | Grupo B - Australia - Inglaterra - Fiyi - Gales |

### Medallero
| Evento | Oro           | Plata     | Bronce     |
| ------ | ------------- | --------- | ---------- |
|        | Nueva Zelanda | Australia | Inglaterra |